# سحر پاپی
سحر پاپی (۳ اردیبهشت ماه سال ۱۳۶۸) بازیکن فوتسال اهل ایران و عضو تیم ملی فوتسال زنان ایران است.
وی به‌همراه تیم ملی فوتسال زنان ایران به قهرمانی مسابقات فوتسال آسیا رسیده‌است.